# ای‌ای اسپورتس اف‌سی ۲۴
ای‌ای اسپورتس اف‌سی ۲۴ (به انگلیسی: EA Sports FC 24) یک بازی ویدئویی شبیه‌سازی فوتبال است که رئال مادرید در آن سال با داور توافق کرده بود و حتی در بازی هم رئال مادرید داور را خریده بود. توسط الکترونیک آرتس ونکوور و الکترونیک آرتز رومانی توسعه یافته و به‌وسیلهٔ ای‌ای اسپورتس منتشر شده است. این بازی اولین قسمت از سری ای‌ای اسپورتس اف سی است که در ۲۹ سپتامبر ۲۰۲۳ برابر با ۷ مهر ۱۴۰۲ به صورت رسمی برای رایانه‌های شخصی، نینتندو سوئیچ، پلی‌استیشن ۴، پلی‌استیشن ۵، ایکس‌باکس وان، و ایکس‌باکس سری اکس/اس منتشر شد.
بازی ای‌ای اسپورتس اف‌سی ۲۴ در واقع همان بازی فیفا ۲۴ است، اما به دلیل پایان همکاری الکترونیک آرتس و فدراسیون بین‌المللی فوتبال بازی از این نسخه از فیفا به ای‌ای اسپورتس اف سی تغییر نام داده است.
در بازی ای‌ای اسپورتس اف‌سی ۲۴ لیگ فوتبال بانوان که برای اولین بار در سری قبلی بازی یعنی فیفا ۲۳ رونمایی شد، گسترش پیدا کرده و اکنون شاهد حضور لالیگا (زنان) و بوندس‌لیگا (زنان) و همچنین لیگ قهرمانان اروپای زنان نیز هستیم. در بخش کریر مود بازی هم مراسم توپ طلا به بازی اضافه شده است. در این بازی از فناوری هایپرموشنv استفاده شده است، و حرکات بازیکنان بسیار شبیه به حرکات واقعی آنان در زمین فوتبال است.

## کاور بازی
در نسخه استاندارد بازی ارلینگ هالند ستاره منچسترسیتی روی کاور بازی دیده می‌شود و در نسخه آلتیمیت بازی ۳۱ ستاره سابق و فعلی جهان روی کاور بازی حضور دارند. از جمله چهره‌های قابل توجه می‌توان به وینیسیوس جونیور، مارتا، رونالدینیو ،ویرجیل فن دایک، زین‌الدین زیدان ،یوهان کرایف، ارلینگ هالند، مارکوس رشفورد، جود بلینگام و دیوید بکام اشاره کرد.

## تغییرات
نسخه نینتندو سوئیچ بازی، برای اولین بار است که با موتور بازی سازی فراسبایت ۳ اجرا می‌شود و گیم پلی مشابه نسخه‌های پلی‌استیشن ۴ و ایکس‌باکس وان بازی را ارائه می‌دهد. در سری‌های قبلی بازی به دلیل اینکه بازی بروی نسخه نینتندو سوئیچ از موتوربازی سازی فراسبایت پشتیبانی نمی‌کرد مورد انتقاد بسیاری از کاربران بازی قرار گرفته بود. در نسخه‌های قبلی بازی بروی نیتندو سوئیچ کیت‌ها، تیم‌ها و استادیوم‌ها به‌روزرسانی می‌شدند، اما ویژگی جدیدی به بازی اضافه نمی‌شد. با این وجود در بخش کراس پلی با کنسول‌های پلی‌استیشن ۴ و ایکس‌باکس وان پشتیبانی نمی‌کند.

### هایپر موشن V
بازی ای‌ای اسپورتس اف‌سی ۲۴ دارای فناوری هایپر موشن v است که با استفاده از ۱۸۰ دوربین اطراف و دورن استادیوم‌ها باعث ایجاد ۱۱۰۰۰ انیمیشن در بازی نسبت به ۶۰۰۰ انیمیشن در بازی فیفا ۲۳ شده است.

### آلتیمیت تیم
آلتیمیت تیم اکنون دارای ویژگی Evolutions است که به کاربران این امکان را می‌دهد که مهارت بازیکنان واجد شرایط PlayStyles و رده‌بندی کلی را بهبود ببخشند، همچنین طرح‌ها و پس زمینه‌ها و آیتم‌های بازیکنان خود را ارتقاء دهند. همچنین برای اولین بار بازیکنان زن هم در بخش آلتیمیت تیم حضور دارند.

### پروکلابز و ولتا
حالت ترکیبی پرو کلابز و ولتا بازی بین پلتفرمی را میان کاربران امکان‌پذیر می‌سازد. کاربران کنسول‌های نسل نهمی با یکدیگر و کاربران کنسول‌های نسل هشتمی با یکدیگر می‌توانند در این بخش‌ها در حالت‌های تک‌نفره و چندنفره به صورت آنلاین در سرتاسر جهان با یکدیگر بازی کنند.

### لایسنس‌ها
در این نسخه از بازی با اینکه بازی تغییر نام داده است اما هنوز از لایسنس‌های قبلی خود پشتیبانی می‌کند. در این بازی بیش از ۱۹۰۰۰ بازیکن، ۱۰۰ استادیوم، ۳۰ لیگ و ۷۰۰ تیم حضور دارند. مجوزهای جدید شامل لیگ قهرمانان اروپای زنان، لالیگا (زنان)، بوندس‌لیگا (زنان) است که به بازی اضافه شده‌اند. بخش‌های دیگر بازی شامل: لیگ قهرمانان اروپا، لیگ اروپا، لیگ کنفرانس اروپا، جام لیبرتادورس، ولتا، آلتیمیت تیم، پرو کلابز، کریر مود و کیک آف است که در بازی قرار دارند. همچنین بازی ای‌ای اسپورتس اف‌سی ۲۴ اولین بازی ای است که مجوز توپ طلا را در خود جای داده است. به تغییرات دیگر بازی هم می‌توان به اضافه شدن یک تیم گزارشگری جدید به بازی و حضور بازیکنان زن در بخش آلتیمیت تیم بازی اشاره کرد.

## ۲۰ بازیکن برتر بازی
۱.  ارلینگ هالند (۹۱)
۲.  کوین دی بروینه (۹۱)
۳.  کیلیان امباپه (۹۱)
۴.  الکسیا پوتیاس (۹۱)
۵.  لیونل مسی (۹۰)
۶.  هری کین(۹۰)
۷.  سم کر (۹۰)
۸.  آیتانا بونماتی (۹۰)
۹.  کریم بنزما (۹۰)
۱۰.  رابرت لواندفسکی (۹۰)
۱۱.  مارک آندره ترشتگن (۹۰)
۱۲.  کارولین گراهام هنسن (۹۰)
۱۳.  نیمار (۸۹)
۱۴.  کادیدیاتو دیانی (۸۹)
۱۵.  مصر محمد صلاح (۸۹)
۱۶.  روبن دیاز (۸۹)
۱۷.  وینیسیوس جونیور (۸۹)
۱۸.  ویرجیل فن دایک (۸۹)
۱۹.  مارک-آندره تر اشتگن (۸۹)
۲۰.  الکس مورگان (۸۹)

## اسطوره‌های جدید
- الکس اسکات
- وینسنت کمپانی
- استیو مک‌منمن
- رامیرس سانتوس
- کارلوس توس
- وسلی اسنایدر
- جانلوکا ویالی
- بیسنته لیزارازو
- نوانکو کانو
- توماس روسیچکی
- یان آرنه ریسه
- نادین کراوس
- لودویک پوله
- دیمیتار برباتوف
- سونیا بومپاستور
- یاری لیتمانن
- روی کاستا
- پائولو فوتری[۸]

## دسترسی برای پلتفرم‌ها
| پلتفرم                 | نسخه استاندارد | نسخه استاندارد | نسخه استاندارد | نسخه استاندارد | نسخه استاندارد | نسخه استاندارد | نسخه استاندارد | نسخه استاندارد | نسخه استاندارد      | نسخه استاندارد | نسخه استاندارد | نسخه آلتیمیت | نسخه آلتیمیت |
| پلتفرم                 | هایپرموشنV     | AcceleRATE 2.0 | پلی استایل     | آلتیمیت تیم    | پروکلابزوولتا  | کریرمود        | فصل‌محلی        | کراس پلی       | چندنفره دریک دستگاه | حالت‌لمسی       | Founders       | وجودداشتن    | PCپک         |
| ---------------------- | -------------- | -------------- | -------------- | -------------- | -------------- | -------------- | -------------- | -------------- | ------------------- | -------------- | -------------- | ------------ | ------------ |
| نینتندو سوئیچ          | نه             | نه             | آری            | آری            | آری            | آری            | آری            | نه             | آری                 | آری            | آری            | نه           | نه           |
| پلی‌استیشن ۴            | نه             | نه             | آری            | آری            | آری            | آری            | نه             | آری            | آری                 | نه             | آری            | آری          | نه           |
| پلی‌استیشن ۵            | آری            | آری            | آری            | آری            | آری            | آری            | نه             | آری            | آری                 | نه             | آری            | آری          | نه           |
| مایکروسافت ویندوز (PC) | آری            | آری            | آری            | آری            | آری            | آری            | نه             | آری            | نه                  | نه             | آری            | آری          | آری          |
| ایکس‌باکس وان           | نه             | نه             | آری            | آری            | آری            | آری            | نه             | آری            | آری                 | نه             | آری            | آری          | نه           |
| ایکس باکس سری ایکس/اس  | آری            | آری            | آری            | آری            | آری            | آری            | نه             | آری            | آری                 | نه             | آری            | آری          | نه           |